# Coahuila y Texas

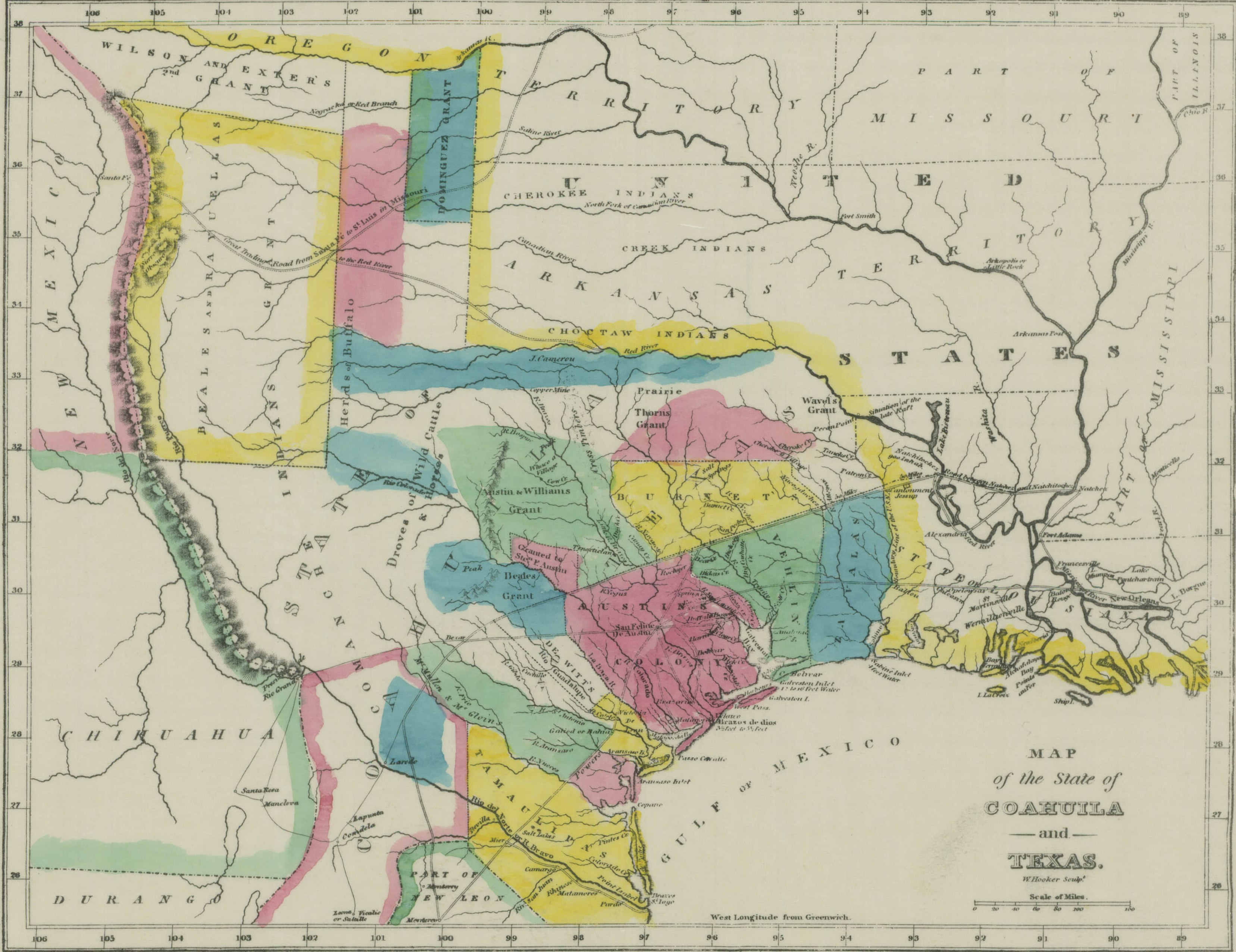
Hartă a statului Coahuila y Tejas din 1833.

Coahuila y Texas, în limba spaniolă, respectiv Coahuila și Texas în limba română, a fost unul din statele constituete ale noului stat federal Estados Unidos Mexicanos (prima republică federală a Mexicului), conform constituție sale din anul 1824.

## Istoric
În timpul existenței sale scurte, Coahuila y Texas a avut două capitale, la început Saltillo și apoi Monclova, motiv al unei eterne rivalități. Chiar și astăzi disputa dintre cele două orașe continuă și izbucnește periodic.
Din motive administrative, statul a fost împărțit în trei districte, Béxar (întrega zonă desemnată drept Texas, care era sensibil mai mică decât suprafața statului Texas de astăzi), Monclova (nordul părții Coahuila, corespunzănd aproape fidel nordului statului Coahuila de azi) și Río Grande Saltillo (corespunzând sudului părții statului Coahuila de astăzi).
Această entitate administrativă a rămas sub forma originală din 1824 până la promulgarea Constituției Mexicului din anul 1835, în care statul federal a fost convertit într-un stat centralizat iar statele componente ale Federației de state a Mexicului (estados) au fost trasformate în departamente (departamentos), Astfel, statul Coahuila y Tejas a fost divizat în două departamente, Departmentul Coahuila și Departmentul Tejas.
Din cauza centralizării pe care generalul Santa Anna o dorea cu ardoare, precum și din alte cauze specifice și locale, aceste departamente, atât Coahuila cât și Texas au secesionat din Mexic. Texas a devenit o țară independentă, cunoscută ca Republic of Texas (1836 - 1845), care s-a alăturat Statelor Unite ale Americii ca State of Texas în 1845. Coahuila s-a alăturat fostelor departamente Nuevo Leon și Tamaulipas, care corespundeau ca suprafață aproximativ cu statele federale Nuevo León și Tamaulipas de astăzi, pentru a forma efemera Republică Rio Grande.

## Hărți

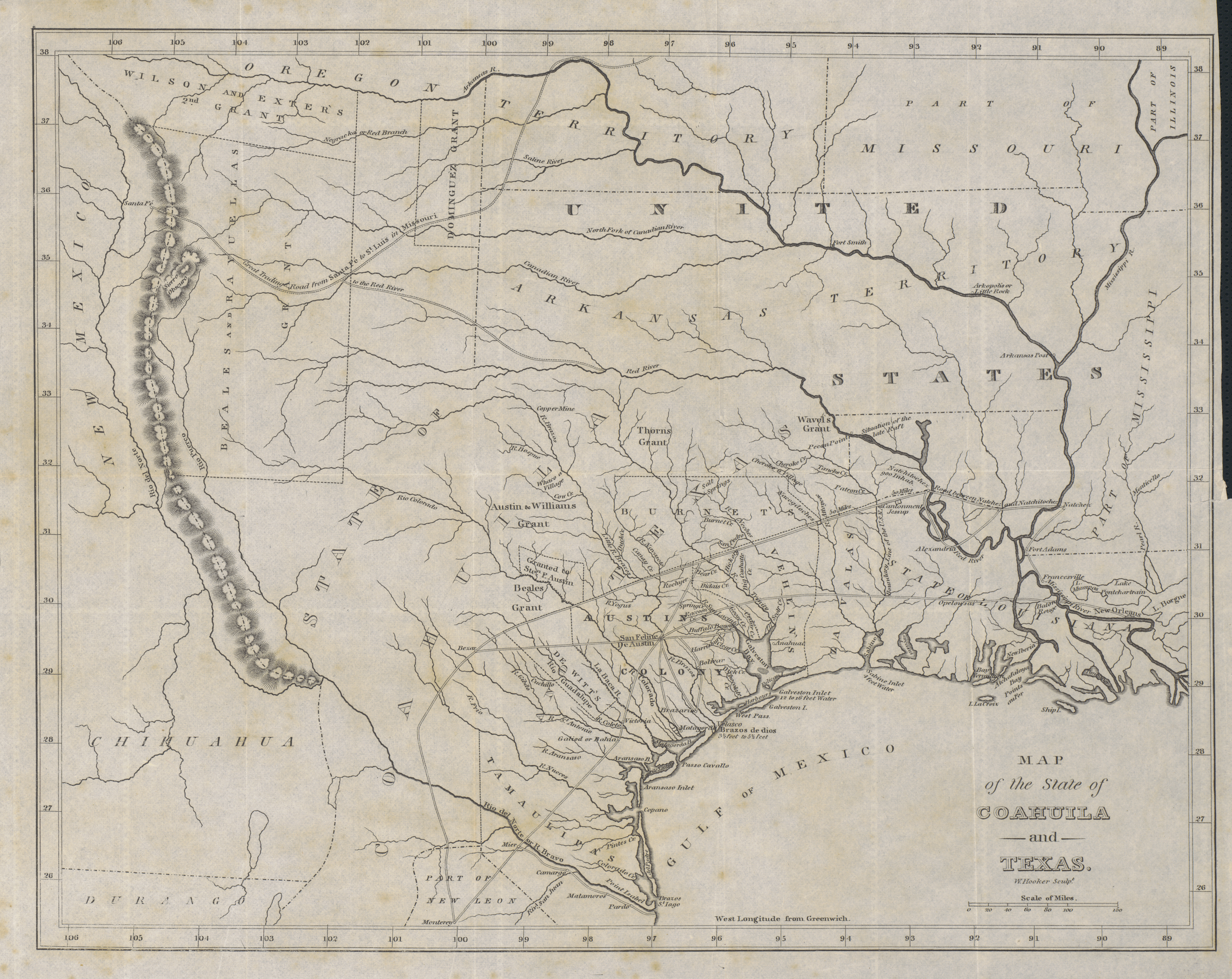
1833
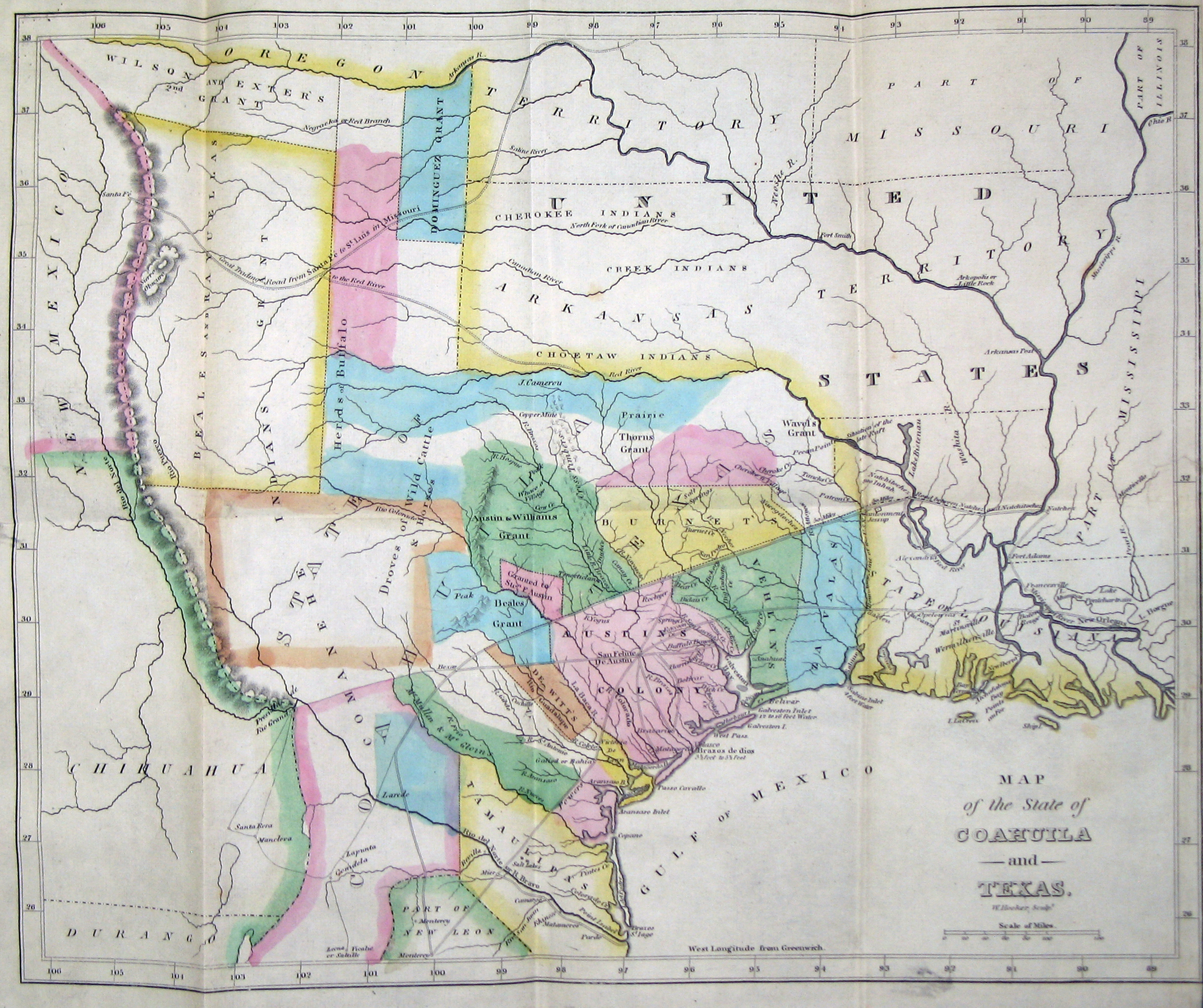
1834
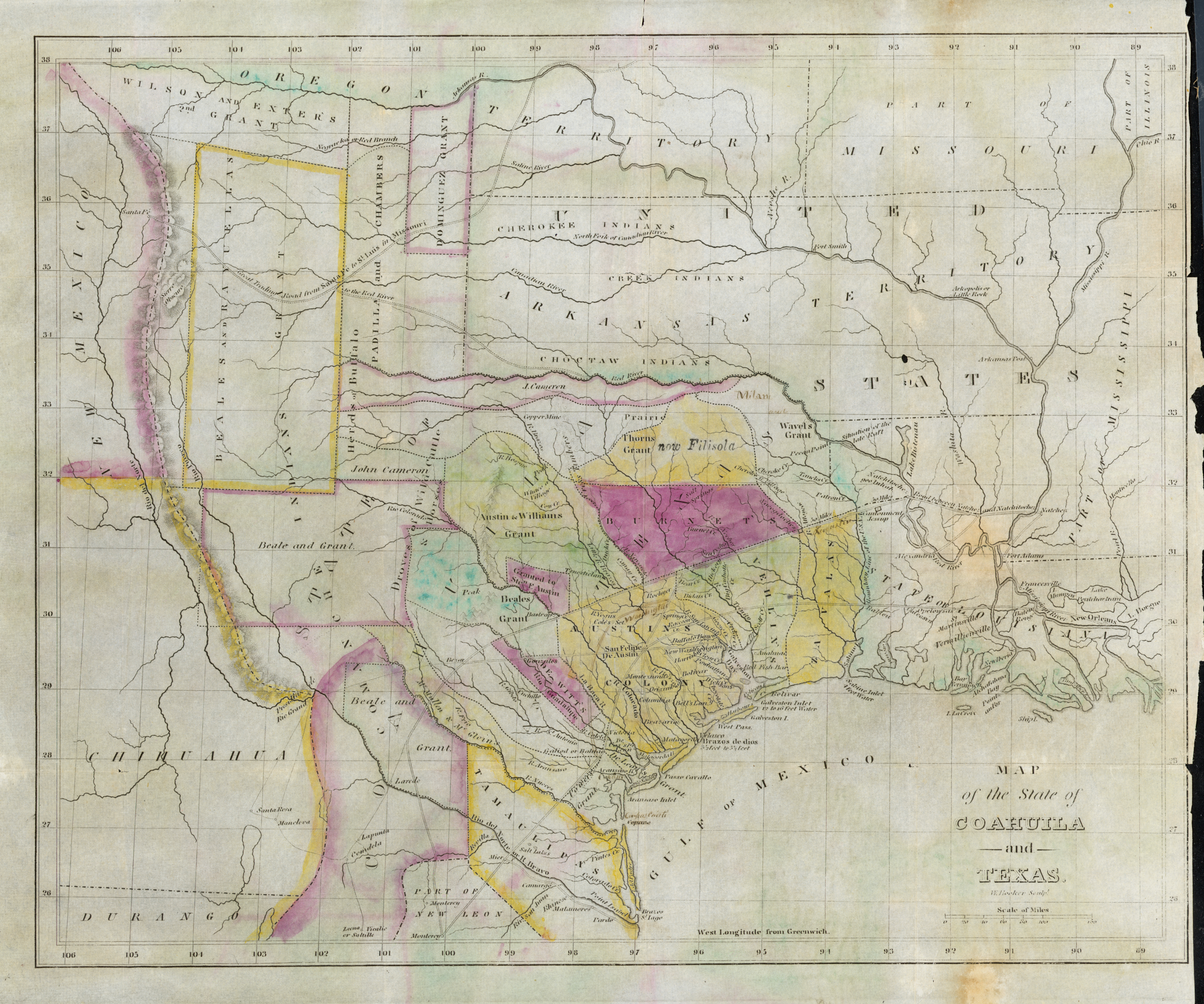
1836